# 11689 Frankxu
11689 Frankxu è un asteroide della fascia principale. Scoperto nel 1998, presenta un'orbita caratterizzata da un semiasse maggiore pari a 2,5558871 au e da un'eccentricità di 0,0370305, inclinata di 14,82009° rispetto all'eclittica.